# Cetara
Cetara är en ort och kommun i provinsen Salerno i regionen Kampanien i Italien. Kommunen hade 2 080 invånare (2017).